# Fričovce
Fričovce (německy Friedrichsdorf, maďarsky Frics) jsou obec na Slovensku v okrese Prešov. Žije zde přibližně 1 100 obyvatel. První písemná zmínka o obci pochází z roku 1320. Obec leží v Šarišské vrchovině a protéká jí řeka Svinka.